# Camp de concentration de Shark Island
Le camp de concentration de Shark Island, en allemand : Konzentrationslager auf der Haifischinsel vor Lüderitzbucht, camp surnommé Death Island (l'île de la mort) est, entre 1905 et avril 1907, un camp de concentration au large de Lüderitz sur l'île Shark Island en Sud-Ouest africain allemand (actuelle Namibie). Il est utilisé par l'empire allemand durant le génocide des Héréros et des Namaquas de 1904 à 1908. Entre 1 032  et   3 000 Héréros et Namaquas, hommes, femmes et enfants, sont morts dans le camp, entre son ouverture en 1905 et sa fermeture en avril 1907
,,.

## Contexte
À la suite de l'abandon de la politique d'extermination des Héréros par Lothar von Trotha dans les frontières de l'Afrique orientale allemande en leur refusant l'accès aux points d'eau, les autorités coloniales adoptent une politique de nettoyage de la brousse des Héréros — civils et rebelles — et les envoient, volontairement ou par la force, en camp de concentration. Shark Island, dans la baie de Lüderitz, est choisie comme site pour un camp en raison de la difficulté d'évasion, la présence à proximité d'un grand nombre de soldats allemands et le besoin en travail dans la région.

## Fonctionnement

### Installation

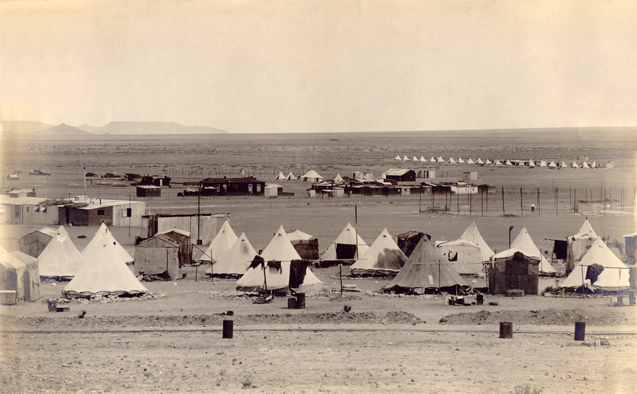
Camp de prisonniers de guerre allemands à Aus (1915-1919).

Bien qu'il existe des témoignages de prisonniers de guerre Héréros détenus dans la baie de Luderitz dès 1904, les premières références au camp de Shark Island ainsi qu'au transfert d'un grand nombre de prisonniers Héréros de Keetmanshoop, remonte à mars 1905. Dès le début, un grand nombre d'Héréros meurent dans le camp comprenant 59 hommes, 59 femmes et 73 enfants à la fin mai 1905. Malgré ce taux de mortalité initial élevé sur l'île qui, avec son climat froid, ne convient pas à l'habitation, en particulier pour les gens habitués au climat sec et aride des velds, les autorités allemandes continuent de transférer des prisonniers vers l'île, apparemment en raison d'un manque de nourriture, mais aussi parce qu'ils voulaient utiliser les prisonniers comme main-d'œuvre dans la construction d'un chemin de fer reliant Lüderitz à Aus.

### Conditions de vie dans le camp

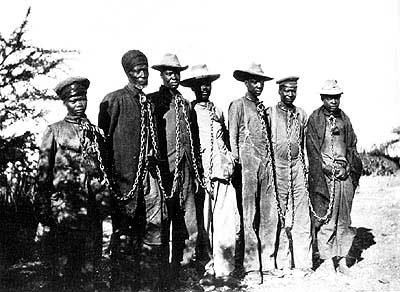
Prisonniers Héréros enchaînés pendant la révolte de 1904

Les témoignages se propagent rapidement parmi les Héréros concernant les conditions de vie dans le camp ; des prisonniers d'autres parties de l'Afrique orientale allemande auraient préféré se suicider plutôt que d'être déportés à Lüderitz en raison des histoires circulant sur les conditions difficiles à la fin de 1905.
Le Cape Argus, un journal sud-africain, relate également des histoires qui décrivent les conditions terribles dans le camp à la fin de septembre 1905. Un transporteur, présenté comme ayant été employé dans le camp au début de 1905, est cité : « Les femmes qui sont capturées et qui ne sont pas exécutées sont mises au travail en tant que prisonnières pour les militaires… Vu leur nombre à Angra Pequena (Lüderitz), elles sont mises au travail le plus dur et si affamées qu'il ne reste plus que la peau et les os [ ...] On ne leur donne presque rien à manger et je les ai très souvent vues ramasser des restants de nourriture jetés par les transporteurs. Si elles sont prises en le faisant elles sont fouettées. »
De nombreux cas de viols de prisonniers, commis par les allemands, sont signalés dans le camp. Bien que certains de ces cas se soient traduits, pour l'auteur, par une sanction grâce à un « champion blanc » ayant pris fait et cause pour la victime, la majorité des cas reste impunie.

### Arrivée des Namaquas
Alors que les Allemands ont d'abord suivi une politique consistant à envoyer des gens du sud dans des camps de concentration du nord et vice-versa,
ce qui signifie que les prisonniers Namaquas ont la plupart du temps été envoyés dans des camps de concentration autour de Windhoek, à la mi-1906, les Allemands de Windhoek sont de plus en plus préoccupés par la présence de tant de prisonniers dans leur ville. En réponse à ces préoccupations, en août 1906, ils commencent à transférer des prisonniers Namaquas à Shark Island, en les envoyant par transport de bétail à Swakopmund puis par la mer à Lüderitz. Le chef Namaqua, Samuel Isaak, proteste, disant que leur transfert à Lüderitz ne fait pas partie de l'accord aux termes duquel ils se sont rendus aux allemands. Cependant, les Allemands ignorent ces protestations . À la fin de 1906, 2 000 Namaquas sont retenus prisonniers sur l'île.

### Travail forcé
Les prisonniers détenus sur Shark Island sont contraints au travail forcé tout au long de l'existence du camp. Les prisonniers sont mis à disposition, par l'armée allemande (Etappenkommando), des entreprises privées dans toute la région de Lüderitz, au profit de projets d'infrastructures tels que la construction du chemin de fer, la construction du port, l'aplatissement et le nivellement de Shark Island grâce à l'utilisation d'explosifs. Ce travail, très dangereux et physique conduit inévitablement à des maladies à grande échelle et à la mort des prisonniers.  Un technicien allemand se plaint que le travail de 1 600 Namaquas a diminué pour atteindre un effectif de seulement 30 à 40 personnes disponibles, en raison de 7 à 8 décès par jour, à la fin de 1906.
La politique du travail forcé prend officiellement fin quand le statut de prisonnier de guerre, pour les Héréros et Namaquas, est révoqué le 1er avril 1908, bien que ceux-ci aient continué à travailler par la suite sur des projets coloniaux.

### Clôture
La décision de fermer le camp est prise par le Major Ludwig von Estorff, qui signe l'accord en vertu duquel la tribu Witbooi (une tribu Namaqua), se rend aux Allemands, après une visite du camp, au début de 1907. Après la fermeture du camp, les prisonniers sont transférés dans une zone dégagée près de Radford Bay. Alors que le taux de mortalité était encore élevé, au départ, dans le nouveau camp, ce taux a finalement reculé.

## Bilan des décès
Le nombre exact de décès dans le camp est inconnu. Un rapport de l'Office de l'Allemagne impériale coloniale estime que 7 682 Héréros et 2 000 Namaquas sont morts dans tous les camps en Afrique orientale allemande, dont une partie importante à Shark Island. Un responsable de l'armée du camp estime que 1 032 à 1 795 prisonniers, détenus dans le camp, en septembre 1906 sont morts. Il est estimé que seulement 245 de ces prisonniers ont survécu. Globalement, le chiffre retenu, concernant les décès dans le camp est estimé comme étant le plus grand nombre, c'est-à-dire 3 000. Combiné avec les décès parmi les prisonniers détenus ailleurs dans la baie de Luderitz, le total pourrait dépasser 4 000.
La grande majorité de ces prisonniers sont morts de maladies, pourtant évitables, telles que la typhoïde et le scorbut, aggravées par la malnutrition, la surcharge de travail et les mauvaises conditions d'hygiène. La garnison allemande elle-même, ainsi que le commandant von Zülow, utilisent l'expression « l'île de la mort » pour nommer le camp,.

## Enquête médicale
Des recherches sont menées par Eugen Fischer et le Dr Bofinger, sur les crânes des prisonniers morts afin de prouver l'infériorité raciale.
Les femmes capturées sont contraintes de faire bouillir les têtes des détenus morts (dont certains ont peut-être été leurs parents ou des connaissances) et gratter les restes de peau, ainsi que les yeux, avec des tessons de verre, afin de les préparer pour des examens par les universitaires allemands.
En 2001, un certain nombre de ces crânes sont rendus par les institutions allemandes à la Namibie. 